# Stadio Euganeo
Lo stadio Euganeo è un impianto sportivo di Padova adibito prevalentemente alla pratica del calcio. In termini di capienza, costituisce la maggior arena scoperta della città e della relativa provincia, nonché il secondo impianto sportivo del Veneto dopo il Bentegodi di Verona.
Inaugurato nel 1994, ha ospitato da allora, gli incontri interni del Padova, maggiore club calcistico cittadino, nonché manifestazioni internazionali di atletica leggera e rugby e diversi eventi extrasportivi quali grandi concerti musicali.
Nel gennaio del 2021 sono iniziati i lavori volti a eliminare la pista di atletica e a costruire a ridosso del campo da calcio la nuova curva Sud, al cui interno troverà posto un'area polifunzionale comprendente due palazzetti dello sport.

## Storia

### Progetto

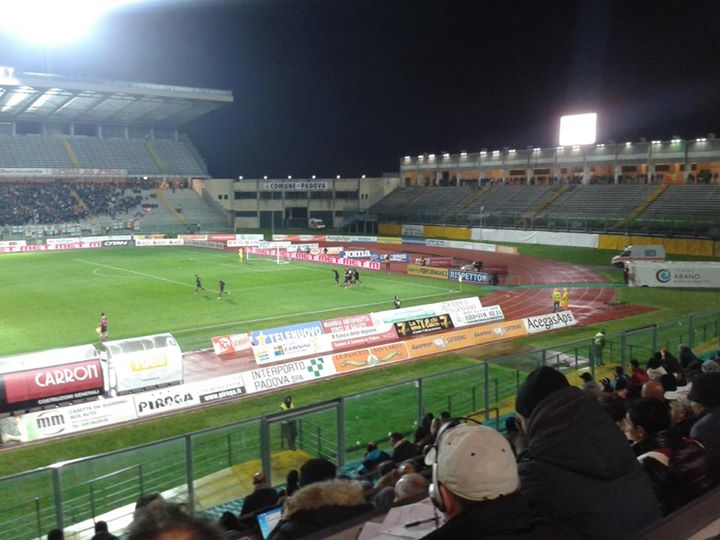
La Tribuna Fattori e la Curva Sud dello Stadio Euganeo.

L'amministrazione comunale padovana cominciò a valutare l'idea di costruire un nuovo stadio allorché il maggior club calcistico cittadino tornò in Serie B nel 1987: il vecchio stadio Silvio Appiani era infatti ormai obsolescente e una sua ristrutturazione appariva di difficile attuazione.
Il progetto originale di Gino Zavanella (per uno stadio da 48.000 posti con quattro tribune tutte coperte) venne mutuato da quello proposto precedentemente per l'edificazione dello Stadio delle Alpi di Torino, scartato in favore di un altro bozzetto realizzato dallo studio Hutter.

### Costruzione
I lavori di costruzione dell'Euganeo iniziarono il 2 dicembre 1989 con la posa della prima pietra in via Due Palazzi. Nel 1992, con i lavori che procedevano a rilento, l'assessore allo sport del comune di Padova Sergio Verrecchia, sostenitore del progetto. Lo stadio non era ancora stato ultimato quando nel 1994 il Padova vi disputò la sua prima partita in Serie A: erano ancora assenti le coperture delle gradinate e la curva Sud. Nel 1998 i lavori ripresero con alcune modifiche dal progetto originale, per concludersi nella stagione 1999-2000, con il Padova in Serie C2, quando venne inaugurata la curva Sud destinata ai tifosi del Padova.

### Inaugurazione
Lo stadio fu inaugurato il 19 giugno 1994 con un'amichevole tra il Padova della stagione 1993-1994 e una selezione di vecchie glorie biancoscudate al cospetto dell'allora sindaco Flavio Zanonato e del segretario del PPI nel Veneto Rosy Bindi. Il 10 luglio si tenne la prima manifestazione ufficiale con l'8ª edizione del Meeting Città di Padova di atletica leggera. Il 14 agosto fu organizzata una seconda amichevole contro la Juventus terminata 0-0.
La prima partita ufficiale fu la sfida di Coppa Italia contro l'Inter del 31 agosto, terminata con la vittoria dei nerazzurri per 3-0.

### Ristrutturazione del 2021-2022
Dal 2011 si iniziò a ipotizzare la riqualificazione dell'impianto con l'eliminazione della pista di atletica e l'avvicinamento delle curve al campo di gioco, nonché i lavori necessari per migliorarne l'accessibilità. A tali scopi furono formulati diversi progetti, uno dei quali prevedeva la costruzione di una nuova curva Sud a ridosso del campo e l'istituzione di una nuova linea tramviaria che collegasse lo stadio col centro città.
Nel settembre 2018 fu inaugurato il ristrutturato Stadio Daciano Colbachini, che per l'occasione tornò a ospitare il Meeting Città di Padova. Si rese così superflua la pista di atletica dell'Euganeo, e fu quindi dato il via al progetto per la ristrutturazione dello stadio che prevede l'eliminazione della pista stessa e il graduale avvicinamento degli spalti al campo. La prima fase consiste nella costruzione della nuova curva Sud, che ospiterà 3 200 spettatori, con gradinate sensibilmente avvicinate al campo (6 metri di distanza), e che al suo interno ospiterà un'ampia struttura indoor comprendente due campi da gioco polivalenti e tribune da 2 000 spettatori complessivi.
Il contratto di appalto fu firmato nel dicembre 2020 e il mese dopo ebbero inizio i lavori, con la consegna prevista per la fine del 2021. I problemi legati alla pandemia di COViD-19 e altri che si presentarono in corso d'opera fecero ritardare la consegna dei lavori e aumentare sensibilmente i costi. A lavori non ultimati, nel novembre 2022 fu disposto il sequestro preventivo del cantiere per irregolarità commesse dall'impresa appaltatrice nel corso della gara d'appalto e nel successivo subappalto dei lavori. Fu quindi rescisso il contratto con la ditta appaltatrice e per riprendere i lavori si rese necessario un nuovo appalto, subordinato allo stato di consistenza dell’opera al momento del sequestro presentato dalla vecchia ditta appaltatrice. Nacquero tensioni al riguardo, i lavori rimasero bloccati a lungo e ripresero nell'aprile 2025.

## Caratteristiche
Il campo di calcio misura 105 metri di lunghezza per 68 di larghezza. L'impianto dispone di amplificazione sonora, barriere protezione porte, telone protezione campo, impianto di illuminazione, palestre per preriscaldamento, impianto TV a circuito chiuso interno, parcheggi per giocatori e arbitri e aveva una pista d'atletica regolamentare, parzialmente eliminata. Gli spettatori distano al massimo 180 metri dal campo di calcio.
Lo stadio è situato nelle immediate vicinanze della tangenziale ovest della città, a circa:
- 5 km dalla stazione centrale
- 2 km dall'uscita di Padova Ovest dell'autostrada A4
- 50 km dall'Aeroporto di Venezia
- 63 km dall'Aeroporto di Treviso
- 92 km dall'Aeroporto di Verona

### Capienza

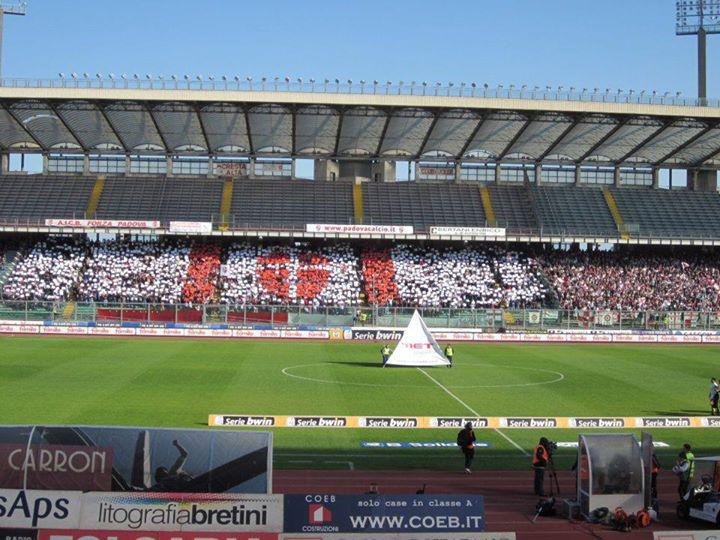
La Tribuna Est dello Stadio Euganeo.

La capacità dello Stadio Euganeo era inizialmente di 32.420 posti (di cui 84 per la stampa), che furono ridotti a seguito del Decreto Pisanu del 2007 contro la violenza negli stadi. Il 27 giugno 2007, il Calcio Padova annunciò la riduzione della capienza a 7.492 posti, in conformità alla Determinazione n. 31 del 2007 emanata dall'Osservatorio Nazionale sulle manifestazioni a carattere sportivo del Ministero degli Interni, che prevede l'adeguamento alle norme anti-violenza per "gli impianti sportivi del gioco del calcio che hanno capienza superiore a 7.500 spettatori". Precedentemente la capienza era già stata ridotta a 9.981 posti.
Nella stagione 2008-2009, la capienza per le partite di calcio fu portata a 17.000 spettatori, grazie all'adeguamento al decreto Pisanu (tornelli, posti nominativi, telecamere interne ecc.), e in seguito  a 18.236. Per le partite riguardanti altri sport, la capienza massima era quella effettiva di 32.420 posti; lo stadio era pieno in ogni ordine di posti in occasione della partita di rugby Italia-Australia giocata l'8 novembre 2008. Si prevede che alla fine dei lavori di ristrutturazione iniziati nel 2021 la capienza sarà portata a 25.500 posti.
Il totale originario di 32.420 posti a sedere era suddiviso nel seguente modo:
- Poltrone: 591
- Tribuna Ovest: 7.047
- Tribuna Est: 7.950
- Gradinata Ovest: 5.056
- Gradinata Est: 5.056
- Curva Sud locali: 3.318
- Curva Nord ospiti: 3.318
- Tribuna Stampa: 84

## Utilizzo dello stadio

### Calcio

#### Padova

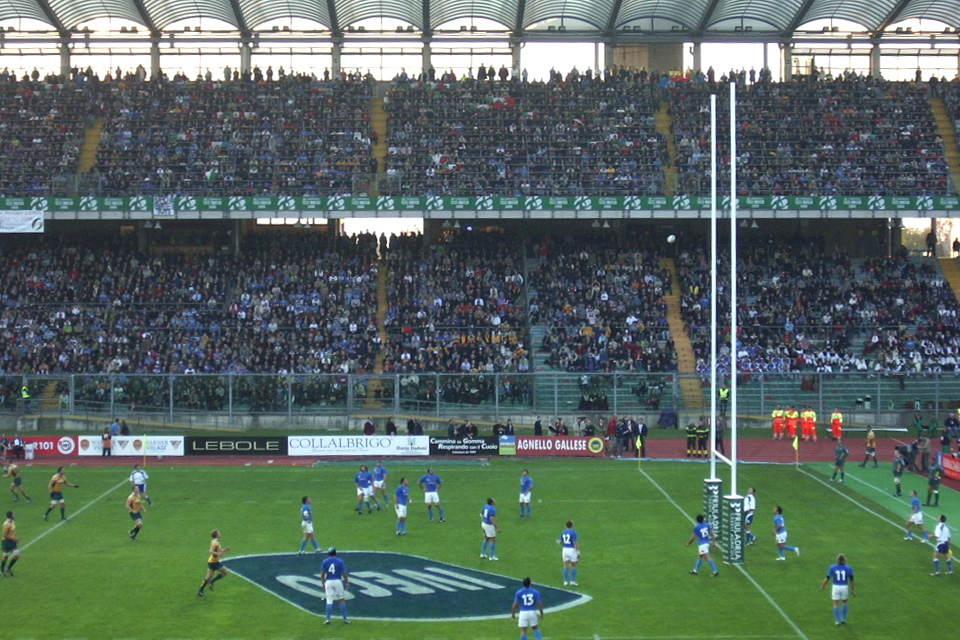
Una fase del test match - a Padova, 8 novembre 2008.

Il Padova ha disputato all'Euganeo le partite casalinghe di campionato a partire dal 1994, anno in cui fu festeggiato il ritorno in Serie A dopo 32 anni nelle serie inferiori. La prima partita di campionato sul nuovo terreno fu quella della stagione di Serie A 1994-1995, che l'11 settembre 1994 oppose i biancoscudati al Parma, terminata con la vittoria degli ospiti per 3 a 0.
Dal 1994 al 1999, gli ultras del Padova seguirono le partite dalla Tribuna sud-est, da qualche anno rinominata Tribuna Fattori in onore dello storico radiocronista della squadra Gildo Fattori. Nel 1999 venne completata la costruzione della Curva Sud e gli ultras vi si trasferirono. Quando nel 2009 il Padova tornò in Serie B, l'adeguamento dell'impianto ad una capienza superiore permise loro di tornare definitivamente alla Fattori, dove la visuale è molto migliore rispetto alla Curva Sud ed il prezzo ridotto rispetto alla Tribuna Est.
Dal 2006, all'interno dello stadio si è trasferita la sede del Padova, assieme a quella del comitato regionale del Coni, dell'Aia Padova della Federazione Ginnastica d'Italia Veneto e molte altre. Il 29 gennaio 2010, a cento anni esatti dalla fondazione del Padova, è stato inaugurato all'interno dello stadio il museo dedicato alla società.

#### Biancoscudati Padova e Atletico San Paolo Padova
Durante la stagione 2014-2015, complice l'esclusione del Calcio Padova dai campionati di Lega Pro e Serie D, l'Euganeo diventa la nuova casa della Biancoscudati Padova e dell'Atletico San Paolo Padova, entrambe militanti in Serie D. Tuttavia il San Paolo vi aveva disputato anche una partita del campionato di Serie D 2010-2011, in attesa che venisse adeguato alle norme della Serie D lo Stadio Plebiscito.

#### Incontri della nazionale italiana
Lo stadio Euganeo è stato sede di un incontro amichevole della nazionale di calcio dell'Italia, disputato il 30 marzo 2005 contro l'Islanda e terminato con il punteggio di 0-0.

#### Altre nazionali
- Il 20 novembre 2010, si è tenuta la partita Italia-Stati Uniti valida per la qualificazione al Campionato mondiale femminile di calcio 2011, vinta dalle statunitensi 1-0.
- Il 13 aprile 2011, si è svolta la partita amichevole dell'Under 21 Italia-Russia, finita 2-0 per gli azzurrini.[24]
- Il 25, 27 e 30 marzo 2016 all'Euganeo si sono tenute tre sfide valide per l'Elite round del Campionato europeo di calcio Under-19 2016. In due di queste sfide l'Italia Under-19 ha sfidato Israele e Svizzera. La terza sfida ha visto contrapposte Israele e Svizzera.[25]

#### Altre squadre
In passato hanno giocato all'Euganeo anche il Cittadella, nelle stagioni 2000-2001 e 2001-2002 in Serie B, il Treviso, che vi disputò le prime partite in casa della stagione 2005-2006 in Serie A, e il Lecco, che vi disputò la prima partita della stagione 2023-2024 di Serie B contro il Catanzaro.

### Atletica leggera
La prima manifestazione ufficiale tenutasi allo stadio fu il 10 luglio 1994 il Meeting Città di Padova di atletica leggera, organizzato dalla locale società sportiva Assindustria. Questo evento, che si era tenuto in precedenza allo Stadio Daciano Colbachini nel quartiere Arcella, si svolge ogni anno e viene ritenuto uno dei più importanti in Italia, con la partecipazione di alcuni atleti di primo piano del panorama internazionale. Nel 2018 il meeting ritornò al Colbachini dopo la ristrutturazione di questo impianto.

### Rugby
L'8 novembre 2008 vi fu disputato il test match di rugby tra le nazionali di Italia e Australia.
Per la prima volta il grande rugby era approdato all'Euganeo: l'incontro, terminato 30-20 in favore degli ospiti, fece registrare per la prima volta il tutto esaurito sugli spalti.
Un altro importante test match fu disputato all'Euganeo il 22 novembre 2014 in occasione del Tour della Nazionale del Sudafrica davanti a 32.000 spettatori. L'incontro si chiuse con la vittoria del Sudafrica sull'Italia per 22-6.
Nel novembre 2016 si è disputato l'incontro Italia-Tonga di Rugby, seguito un anno dopo (25 novembre 2017) da un test match con la nazionale Sudafricana in occasione dei Credit Agricole Cariparma test match 2017. Infine, il 17 Novembre 2018 si è disputato il secondo dei Cattolica test match 2018 tra l'Italia e l'Australia, finito 26-7 in favore degli ospiti.

### Concerti

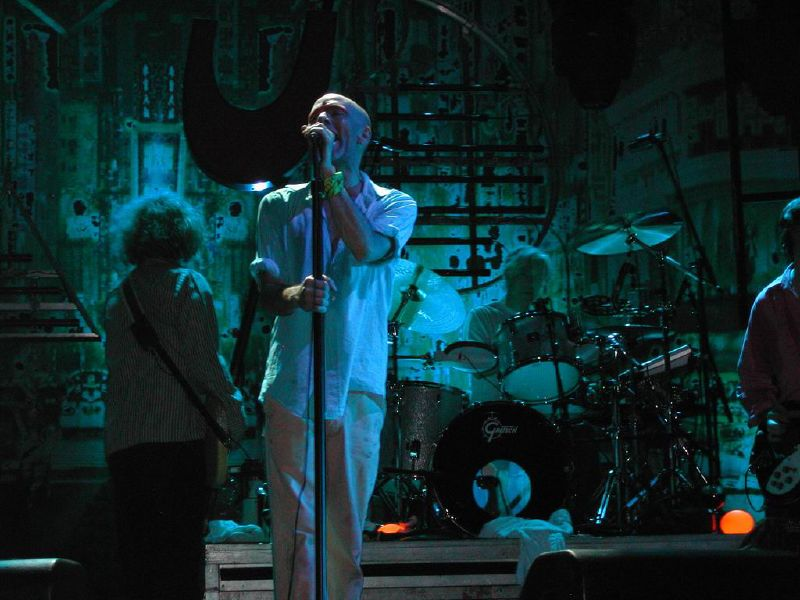
R.E.M. in concerto allo Stadio Euganeo a Padova il 22 luglio 2003.

A partire dal 2000 l'impianto ha ospitato diversi concerti musicali. Il primo artista a riempire lo stadio è stato Luciano Ligabue l'8 settembre 2000.
1. Luciano Ligabue (8 settembre 2000) 28.000 spettatori
2. Bon Jovi (27 giugno 2001) 27.000 spettatori
3. Vasco Rossi (28 settembre 2001) 25.000 spettatori
4. Claudio Baglioni (23 giugno 2003) 31.000 spettatori
5. R.E.M. (22 luglio 2003) 25.000 spettatori
6. Metallica (29 giugno 2004) 28.000 spettatori
7. Slipknot (29 giugno 2004) 11.000 spettatori
8. Lostprophets (29 giugno 2004) 18.000 spettatori
9. Eros Ramazzotti (13 luglio 2004) 12.000 spettatori
10. Vasco Rossi (15 settembre 2004) 43.000 spettatori
11. Luciano Ligabue (14 luglio 2006) 32.000 spettatori
12. Renato Zero (26 maggio 2007) 21.000 spettatori
13. Luciano Ligabue (20 luglio 2010) 38.000 spettatori
14. Bruce Springsteen (31 maggio 2013) 36.000 spettatori
15. Jovanotti (13 luglio 2013) 24.000 spettatori
16. Roger Waters (26 luglio 2013) 41.000 spettatori
17. Luciano Ligabue (12 luglio 2014) 40.000 spettatori
18. Jovanotti (30 giugno 2015) 33.000 spettatori
19. Vasco Rossi (12, 13 luglio 2015) 73.000 spettatori complessivi (42.000 la prima data e 31.000 per la seconda)
20. Vasco Rossi (6, 7 giugno 2018) 90.000 spettatori complessivi (45.000 per data)
21. Pearl Jam (24 giugno 2018) 45.000 spettatori
22. Luciano Ligabue (9 luglio 2019) 16.317 spettatori
23. Laura Pausini e Biagio Antonacci (20 luglio 2019) 40.000 spettatori
24. Cesare Cremonini (18 giugno 2022) 40.000 spettatori ed in seguito l'8 luglio 2025
25. Marco Mengoni (20 giugno 2023) 35.000 spettatori
26. Rammstein (1 luglio 2023) 44.000 spettatori
27. Tiziano Ferro (14 luglio 2023) 33.000 spettatori
28. Imagine Dragons (18 e 19 giugno 2025)
29. Zucchero (28 giugno 2025)
30. Iron Maiden (13 luglio 2025)

### Festival
Dal 2004, nel settore nord dei parcheggi dello stadio ha luogo in estate tra giugno e luglio lo Sherwood Festival, organizzato dall'emittente padovana Radio Sherwood. L'evento dura circa un mese e ospita concerti musicali di artisti di richiamo internazionale, rappresentazioni teatrali, dibattiti ecc. Oltre ad alcuni bar e ristoranti, sono presenti al festival un secondo palco per eventi minori, varie attività commerciali, una pista da ballo ed altre attrazioni.

## Difetti e controversie

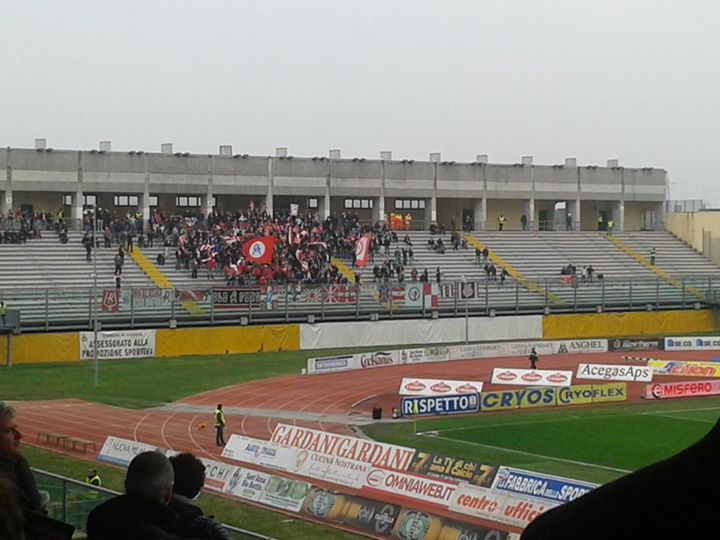
La Curva Nord dello Stadio Euganeo.

Una volta costruito, l'Euganeo suscitò ben presto polemiche negli ambienti della tifoseria padovana che riteneva il nuovo impianto molto meno fruibile rispetto al vecchio Stadio Appiani, facile da raggiungere in quanto situato nel centro cittadino, nonché capace di offrire una ben migliore visibilità dagli spalti, direttamente affacciati sui bordi del terreno di gioco.

### Problemi strutturali
La struttura è stata giudicata esteticamente brutta, scomoda e poco funzionale: tra le problematiche più frequentemente sollevate vi è la scarsa visibilità dagli spalti (e in particolare dalle curve), assai distanti dal campo per via della pista di atletica e della conformazione complessiva dell'arena, a pianta rettangolare. Inoltre la struttura in cemento levigato dei gradoni rende gli stessi scivolosi, specialmente a seguito delle gelate invernali. Gli ultras di casa, trovando particolarmente scomoda la curva sud dello stadio, hanno infine deciso di lasciarla e di occupare il settore inferiore della tribuna laterale sud-est.
Oggetto di contestazioni è stata anche (come già accennato) la presenza della pista di atletica in uno stadio di tali dimensioni e in assenza di manifestazioni di grandi richiamo: a tal riguardo il meeting Città di Padova, a ingresso gratuito, attirava poche migliaia di spettatori (appena 6.000 nell'edizione del 2011).
Un'altra pecca dell'impianto è la collocazione decentrata: la lontananza dell'Euganeo dal centro cittadino rende l'impianto difficile da raggiungere, complice anche l'assenza di servizi di trasporto pubblico dedicati (la fermata d'autobus più vicina si trova a circa 2 km.).
Il 3 dicembre 2011, durante la partita tra Padova e Torino, si verificarono problemi all'impianto di illuminazione dello stadio fino al completo blackout al 31° del secondo tempo, con lo spegnimento anche delle luci di emergenza, che determinarono la sospensione della gara, poi conclusa undici giorni dopo.. Furono date contrastanti versioni sull'origine del guasto (società e comune affermarono che il problema fu causato da un guasto ad una cabina esterna ma ENEL smentì).
Un'indagine strutturale condotta nel luglio 2012 riscontrò diversi difetti relativi alla costruzione e all'incuria dello stadio. Emersero in particolare preoccupanti crepe sui muri, l'intonaco che si scrostava, il distacco di molti pannelli dei controsoffitti, la comparsa di muffa e stalattiti dovute all'umidità. L'indagine mise in luce anche alcune carenze igieniche, come la mancanza di pulizia del guano che si depositava sui pavimenti delle tribune.

## Galleria d'immagini

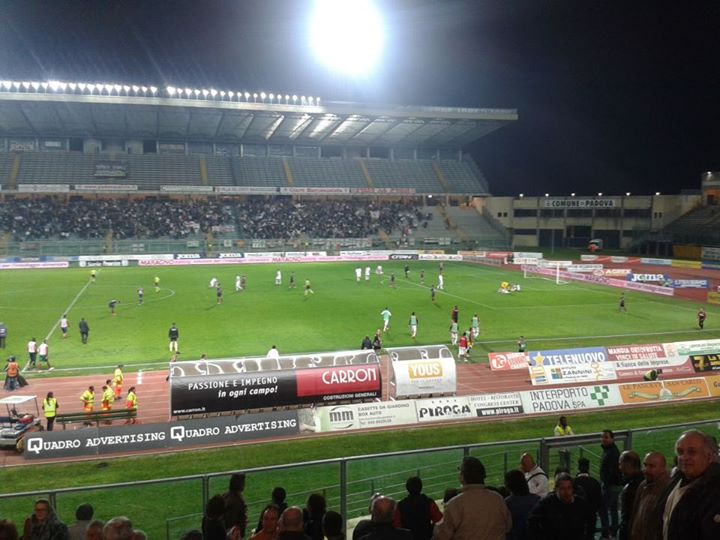
Tribuna Fattori e Curva Sud
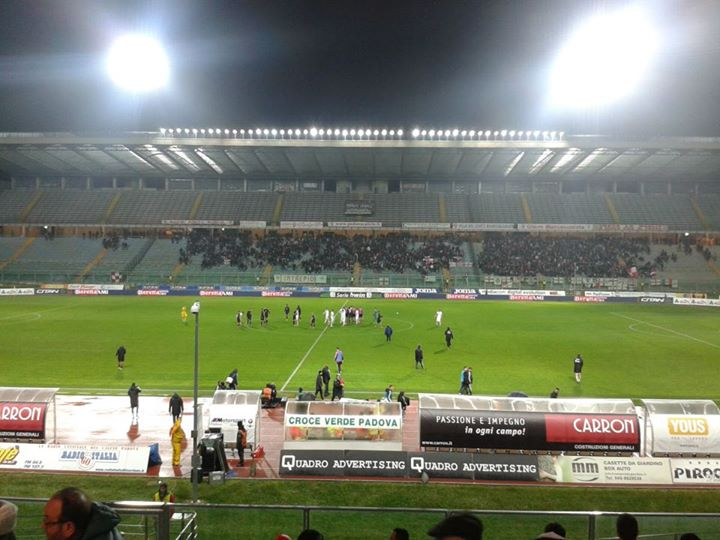
Tribuna Est
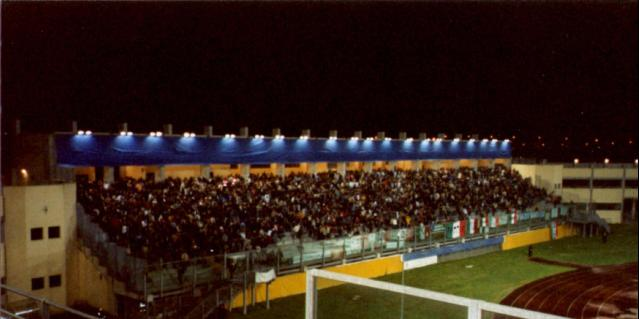
Curva Nord
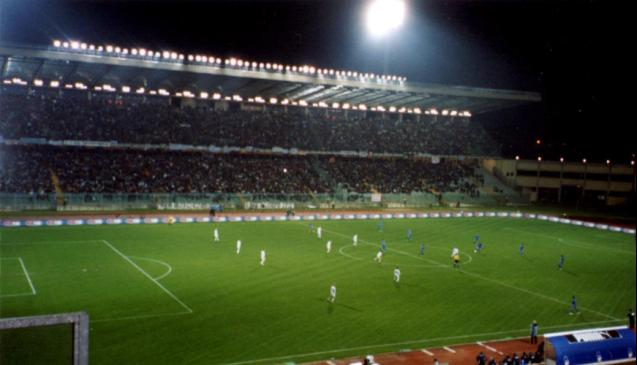
Tribuna Est
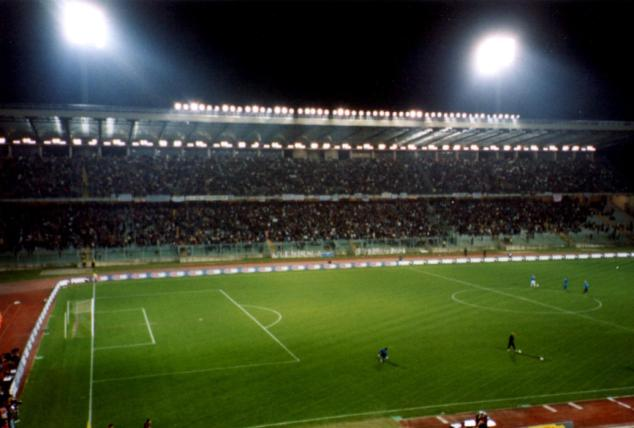
Tribuna Est
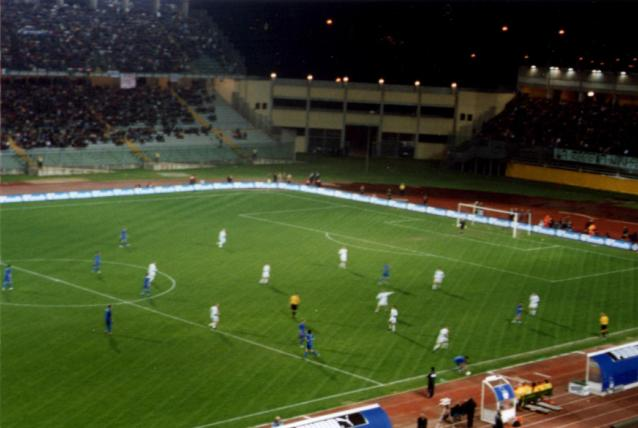
Tribuna Est e Curva Sud
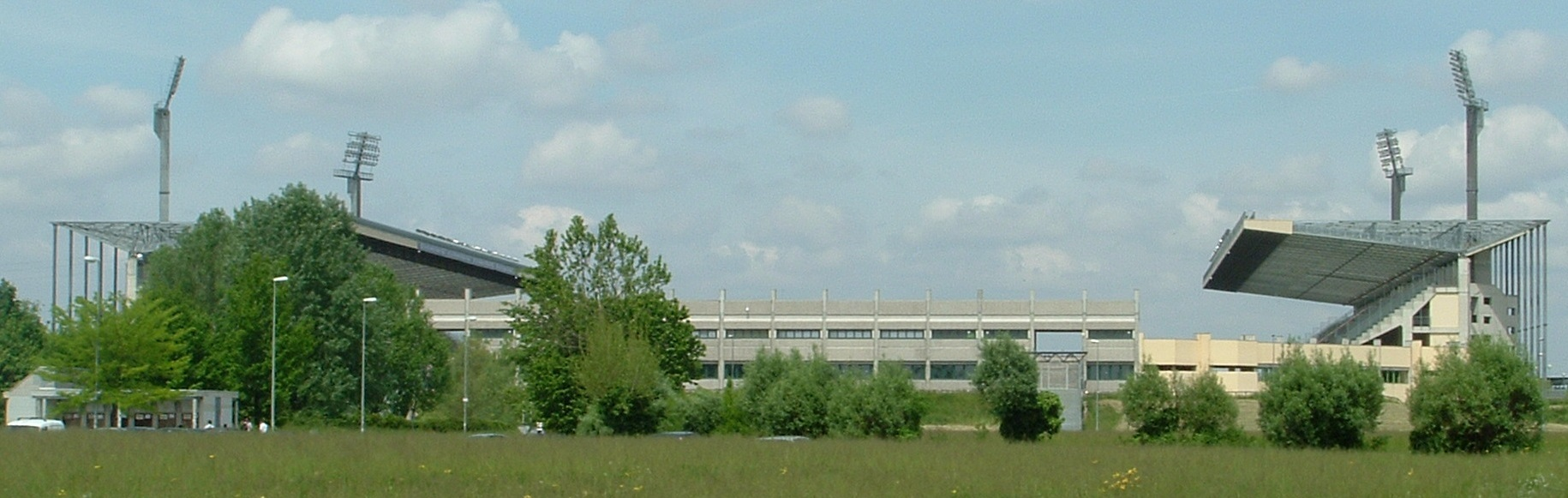
Esterno
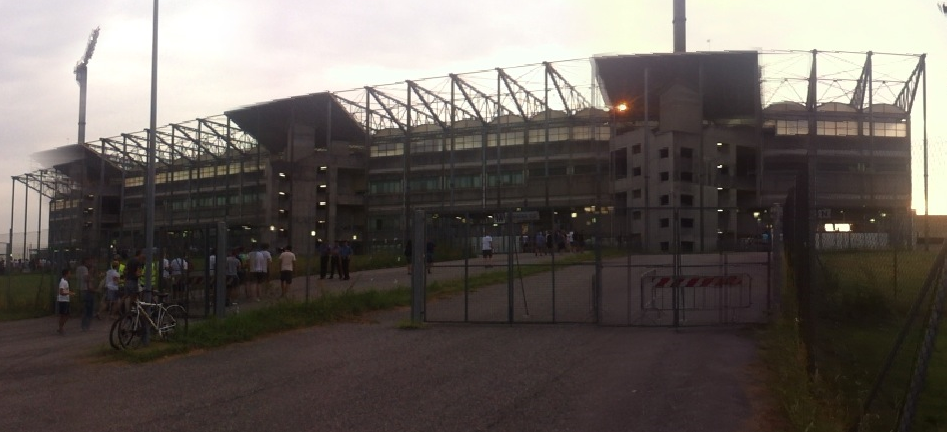
Ingresso Tribuna Est